# Macromia pyramidalis
Macromia pyramidalis là loài chuồn chuồn trong họ Macromiidae. Loài này được Martin mô tả khoa học đầu tiên năm 1906.